# Brand (Bavière)
Pour les articles homonymes, voir Brand.
Brand est une commune de Bavière (Allemagne), située dans l'arrondissement de Tirschenreuth, dans le district du Haut-Palatinat.